# جوزيف جوليان غونزاليس
جوزيف جوليان غونزاليس (بالإنجليزية: Joseph Julian Gonzalez)‏ هو ملحن أمريكي، ولد في القرن العشرين في بيكرسفيلد في الولايات المتحدة.

## وصلات خارجية
- جوزيف جوليان غونزاليس على موقع IMDb (الإنجليزية)
- جوزيف جوليان غونزاليس على موقع ميوزك برينز (الإنجليزية)
- جوزيف جوليان غونزاليس على موقع قاعدة بيانات الفيلم (الإنجليزية)